# Злочини югославських партизанів у Другій світовій війні
Злочини югославських партизанів у Другій світовій війні — воєнні злочини, скоєні Народно-визвольною армією і партизанськими загонами Югославії упродовж Другої світової війни. Полягали здебільшого у стратах полонених.

## Опис злочинів
Від самого початку національно-визвольної війни траплялися «лівацькі перегини», чи то пак ліквідація окремих осіб шляхом позасудових страт на підставі підозри або в силу запеклих ідеологічних протистоянь, що призвело до компрометації всього народно-визвольного руху в окупованій Югославії.
За час існування недовговічної Ужицької Республіки 1941 року партизани ув'язнили і після жахливих катувань розстріляли шанованого комуніста і журналіста Живоїна Павловича, який писав про сталінські чистки в СРСР.  Павловича було розстріляно у Крчагові напередодні падіння Ужицької Республіки вкупі з «чотирма-п'ятьма вантажівками», повними в'язнів ужицької в'язниці, яких комуністи засудили на смерть («ворогів народу», злодіїв, четників та ін.)
У Чорногорії порахунки між четниками і партизанами були особливо жорстокими. Так, британський офіцер зв'язку Дуейн Гадсон відзначає:  
|  | У Чорногорії партизани поставили під сумнів політику примирення ще восени 1941 року. Комуністичні звірства були несумірними. Було ліквідовано 216 четників, тоді як від італійського бомбардування їх загинуло 40. |

Бранко Петранович твердить, що за партизанські злочини в Чорногорії ніхто ніколи не поніс відповідальності, тому що вони були в контексті загального курсу ЦК КПЮ, а носії цієї лінії вважалися «найпослідовнішими комуністами».
Йован Кокот у своїх споминах згадує розстріли селян, «четницьких агентів і попихачів» у Боснії після того, як партизани винесли їм смертні вироки. У своїй книжці спогадів Мірко Тепавац розповідає про розстріли бранців і навіть про спалення з метою відплати одного села в Боснії, але без убивства його мешканців.
Під кінець війни, у 1944-1945 роках, партизани на визволених територіях масово ліквідовували спільників окупантів: усташів, четників, домобранів, баллістів, фольксдойчів та ін. Однією з найбільших ліквідацій військ НДХ при відступі, разом із невідомою кількістю цивільних осіб, стала Бляйбурзька різанина 1945 року. 
Подеколи злочини тих чи інших партизанських загонів набували рис кровної помсти, як, наприклад, різанина у Барі в Чорногорії навесні 1945 року.

## Додаткові чинники
У місцях, де партизани не добилися підтримки від цивільного населення, відбувалися такі злочини, як різанина беззбройних хорватів у Зрині.
Крім того, у місцях, які партизани займали, для «ліквідації» часто відбирали видатних осіб, щоб показати «ворогам», що проти «народної влади» не варто виступати. Прикладом таких злочинів у районі Дубровника є різанина на острові Дакса, а в Середній Далмації, приміром, убивали мирних жителів Трогіра, скидаючи їх у Кевіну яму біля Лечевиці. На території Загреба існує кілька таких місць страти, з яких відносно найкраще досліджені  партизанські злочини у Грачанах.
Югославські комуністи здійснювали конфіскацію (вилучення) приватної власності і проводили розстріли тих людей, які відкрито виступали проти співпраці з ними.
Військовополонених супротивників обидві сторони нерідко розстрілювали.
За часів Югославії про партизанські злочини ніхто не смів говорити або писати.